# زاندوبیو
زاندوبیو (به ایتالیایی: Zandobbio) یک کومونه در ایتالیا است که در استان برگامو واقع شده‌است.

## خصوصیات
زاندوبیو ۶٫۵ کیلومترمربع مساحت و ۲٬۴۱۲ نفر جمعیت دارد و ۲۷۸ متر بالاتر از سطح دریا واقع شده‌است.